# Oporinia obscurata
Oporinia obscurata är en fjärilsart som beskrevs av Otto Staudinger 1871. Oporinia obscurata ingår i släktet Oporinia och familjen mätare. Inga underarter finns listade i Catalogue of Life.